# Тахикардия
Тахикардия (от др.-греч. ταχύς — быстрый и καρδία — сердце) — увеличение частоты сердечных сокращений (ЧСС) до 100 и более ударов в минуту. Различают тахикардию как патологическое явление (то есть увеличение ЧСС в покое) и тахикардию как нормальное физиологическое явление (увеличение ЧСС в результате физической нагрузки, волнения или страха).
Тахикардия — это не болезнь, а симптом, поскольку она может возникать как проявление многих заболеваний. Наиболее частыми причинами тахикардии служат нарушения вегетативной нервной системы, нарушения эндокринной системы, нарушения гемодинамики и различные формы аритмии.
Патологическая тахикардия приводит к неблагоприятным последствиям. Во-первых, при частом сердцебиении снижается эффективность работы сердца, поскольку желудочки не успевают наполниться кровью, в результате чего понижается артериальное давление и уменьшается приток крови к органам. Во-вторых, ухудшаются условия кровоснабжения самого сердца, поскольку оно совершает большую работу в единицу времени и требует больше кислорода, а плохие условия кровоснабжения сердца увеличивают риск ишемической болезни и последующего инфаркта.

## Классификация тахикардии

### Синусовая тахикардия
Этот тип тахикардии вызывается нарушением генерации импульсов синусовым узлом, контролирующим сердечный ритм, или нарушением проведения импульсов от синусового узла к желудочкам. Аритмии выявляются по электрокардиограмме, которая может быть записана как с поверхности тела больного, так и непосредственно от отдельных участков сердца.
Тахикардия может быть вызвана внешними причинами, перечисленными в предыдущих разделах, или иметь внутреннюю природу, связанную с неправильной функцией самого синусового узла. Такую тахикардию называют синусовой, подчёркивая то, что ритм возникает в результате нормальной или ненормальной работы синусового узла.

### Пароксизмальная тахикардия
Это внезапно возникающий и внезапно прекращающийся приступ сердцебиения с частотой 150—300 ударов в мин. Выделяют 3 формы:
- предсердная,
- узловая,
- желудочковая.

Этиология аналогичная таковой при экстрасистолии, но суправентрикулярная пароксизмальная тахикардия (пароксизмальная наджелудочковая тахикардия) чаще связана с повышением активности симпатической нервной системы, а желудочковая форма — с тяжёлыми дистрофическими изменениями миокарда.
Термин «пароксизмальная тахикардия» встречается в научной литературе в 1900 году (вероятно, впервые). Тем не менее, ещё в 1862 году П. Панум фактически описал ЖТ, экспериментально вызванную путём инъекции жира в коронарные артерии; Льюис в 1909 году теоретически обосновал это явление как следствие ишемии миокарда. Однако электрографическая регистрация ЖТ у больного, перенёсшего инфаркт миокарда, была впервые опубликована лишь в 1921 году.
Практически во всех случаях желудочковая тахикардия возникает у лиц с кардиальной патологией (инфаркт миокарда, постинфарктная аневризма сердца, дилатационная и гипертрофическая кардиомиопатия, пороки сердца). Чаще всего (около 85 %) желудочковая тахикардия развивается у больных ишемической болезнью сердца, причём у мужчин в 2 раза чаще, чем у женщин. Только в 2 % случаев приступы регистрируется у пациентов, не имеющих достоверных клинических и инструментальных признаков органического поражения сердца («идиопатическая» форма желудочковой тахикардии).
Пароксизмальная желудочковая тахикардия очень часто вызывает гемодинамические нарушения (артериальную гипотонию, потерю сознания), ишемию миокарда. Высокая частота сердечных сокращений, отсутствие предсердной «подкачки», нарушение нормальной последовательности возбуждения желудочков — основные факторы, приводящие к снижению сердечного выброса. В большинстве случаев фибрилляция желудочков начинается именно с желудочковой тахикардии.
К желудочковой тахикардии близка фибрилляция желудочков:

При классификации заболеваний, вызывающих то или иное нарушение сердечного ритма, удобнее рассматривать желудочковую тахикардию (однородную или вариабельную) и фибрилляцию желудочков как одно явление.
— Д. Криклер и др., т. 2, с. 391

### Фибрилляция желудочков
Фибрилляция желудочков (ФЖ) характеризуется хаотичным сокращением волокон миокарда с частотой 250—480 в минуту, отсутствием координированного сокращения желудочков. При этом состоянии сердце перестает выполнять свои насосные функции и прекращается кровоснабжение всего организма (так называемая остановка сердца). ФЖ часто является осложнением обширного трансмурального инфаркта миокарда.

Фибрилляция желудочков, впервые описанная Erichsen [82] в 1842 г., вызывалась фарадическим током в опытах Ludwig и Hoffa [83] в 1850 г. и получила яркое и живое определение в работе MacWilliam [36] в 1887 г. Ярлычок «mouvement fibrillare» был приклеен Vulpian [84] в 1874 г. Первая электрокардиограмма ФЖ у человека была опубликована August Hoffmann [85] в 1912 г. (приоритет признаётся не всеми); в представленном случае ФЖ явилась продолжением ЖТ.
— Э. Шапиро, т. 1, с. 25
Хотя ФЖ была известна уже в 1842 году, дискуссия о её механизмах и о её классификации не утихает и в XXI веке, поскольку природа этой аритмии сердца до сих пор остаётся малоисследованной.
Условно принято различать первичную, вторичную и позднюю фибрилляцию желудочков:
- Первичная ФЖ развивается в первые 24—48 часов инфаркта миокарда (до появления левожелудочковой недостаточности и других осложнений) и отражает электрическую нестабильность миокарда, обусловленную острой ишемией. Первичная ФЖ является основной причиной внезапной смерти у больных инфарктом миокарда. 60 % всех эпизодов первичной ФЖ развивается в первые 4 часа, а 80 % — в течение 12 ч от начала инфаркта миокарда.
- Вторичная ФЖ развивается на фоне левожелудочковой недостаточности кровообращения и кардиогенного шока у больных инфарктом миокарда.
- Поздняя ФЖ возникает позже 48 ч от начала инфаркта, обычно на 2—6 неделе заболевания. Она чаще развивается у больных инфарктом миокарда передней стенки. Смертность от поздней ФЖ составляет 40—60 %.

Фибрилляция желудочков всегда наступает внезапно. Через 3—5 с после начала фибрилляции появляется головокружение, слабость, через 15—20 с больной теряет сознание, через 40 с развиваются характерные судороги — однократное тоническое сокращение скелетных мышц. Одновременно, как правило, наблюдается непроизвольное мочеиспускание и дефекация. Через 40—45 с начинают расширяться зрачки и достигают максимального размера через 1,5 мин. Максимальное расширение зрачков указывает на то, что прошла половина времени, в течение которого возможно восстановление клеток головного мозга. Шумное (хрипящее), частое дыхание постепенно урежается и прекращается на 2 мин (клиническая смерть).
Диагноз клинической смерти ставится на основании: отсутствия сознания, отсутствия дыхания или появление дыхания агонального типа, отсутствия пульса на сонных артериях, расширения зрачков, бледно-серой окраски цвета лица.
Фибрилляция желудочков на ЭКГ характеризуется хаотичными, нерегулярными, резко деформированными волнами различной высоты, ширины и формы. В начале фибрилляции обычно высокоамплитудные, с частотой 600 в мин — крупноволновая фибрилляция (на этом этапе прогноз при проведении дефибрилляции более благоприятен по сравнению с прогнозом на следующем этапе). Далее волны становятся низкоамплитудными, продолжительность волн нарастает, снижается их амплитуда и частота — мелковолновая фибрилляция (на этой стадии дефибрилляция не всегда эффективна).

## Этиология
Причины тахикардии:
- Органические повреждение миокарда
- Хронические формы ИБС
- Миокардиты
- Наличие дополнительных аномальных проведений путей WPW (Вольфа-Паркинсона-Уайта)
- Выраженное вегетативно-гуморальное расстройство у страдающих дисфункцией нервной системы (например, при тревожном расстройстве).

Желудочковая тахикардия в 90—95 % случаев возникает у больных с органическими поражениями сердца (развившемся в результате ИБС либо миокардита).
Причиной длительной тахикардии может быть пробежка с утяжелением, в теплом комбинезоне в 45°С жару на расстояние 20км - 40км. По окончании пробежки сердцебиение возвращается в норму, при этом ни инфаркта, ни ишемической болезни не возникает. Невзирая на тот факт, что тахикардия длилась от 3 до 5 часов непрерывного бега.
Хроническая ишемическая болезнь сердца является наиболее частой причиной желудочковой тахикардии (около 70 %). В 1—2 % случаев желудочковая тахикардия встречается у больных, перенёсших инфаркт миокарда (чаще всего в первые часы и сутки после инфаркта). При этом она нередко длится в течение нескольких секунд или минут и проходит самостоятельно.
Интоксикация сердечными гликозидами также может стать причиной возникновения желудочковой тахикардии (около 20 % случаев).
Среди иных причин желудочковой тахикардии следует назвать ревматические и врождённые пороки сердца, миокардиты, кардиомиопатии, синдром пролабирования митрального клапана, синдром врождённого удлинения интервала QT, механическое раздражение сердца (во время хирургических вмешательств, катетеризации сердца, коронарной артериографии), феохромоцитома, сильные отрицательные эмоции (страх), осложнение терапии хинидином, изадрином (изопротеренолом), адреналином (эпинефрином), некоторыми анестетиками, психотропными средствами (фенотиазины).
Достаточно редко желудочковая тахикардия возникает у практически здоровых молодых людей (так называемая идиопатическая желудочковая тахикардия).

### Нарушения вегетативной нервной системы или эндокринной системы
Увеличение стимуляции симпатической нервной системы может вызывать учащение сердцебиения, причём как путём прямого действия симпатических нервных волокон на сердце, так и путём действия на надпочечники, вызывая увеличение секреции адреналина. Тахикардия, вызванная действием симпатической нервной системы, наблюдается у вполне здоровых людей в результате волнения, приёма кофеина.
Эндокринные расстройства, сопровождающиеся увеличением производства адреналина (феохромоцитома, возможно, гипоталамический синдром) также приводят к тахикардии.

### Гиподинамический отклик
Частота сердечных сокращений увеличивается при воспалительных процессах и резких колебаний температуры. При низком артериальном давлении, частота сердечных сокращений может как повышатся, так и понижатся. Поэтому тахикардия, это ответ на резкие изменения температуры.
В результате действия механизмов обратной связи, поддерживающих давление крови, частота сердечных сокращений увеличивается при понижении артериального давления.
Поэтому тахикардия возникает как ответ на уменьшение объёма крови (например, в результате кровопотери или обезвоживания организма). Также резкое изменение положения тела может привести к резкому падению кровяного давления с возникновением тахикардии.

## Механизмы
Обсуждаются[кем?] в основном два механизма тахикардии: рециркуляция возбуждения (re-entry) или повышенная спонтанная активность миокарда либо, в некоторых случаях, их сочетание. Уже к концу XX века было выяснено, что оба эти механизма в своей основе имеют автоволновую природу.
Так, к примеру, уже[когда?] точно доказано, что наджелудочковая (узловая) тахикардия обусловлена циркуляцией волны возбуждения в атриовентрикулярном узле. Американскими исследователями (И. Р. Ефимов и др.) было продемонстрировано, что узловая тахикардия обусловлена в первую очередь врождённой неоднородностью распределения коннектинов в атриовентрикулярном узле, свойственной практически всем людям. Были также высказаны аргументы (выдвинутые как на основании общей теории, так и по результатам клинического наблюдения) в пользу гипотезы, что в ряде случаев узловую тахикардию следует рассматривать как вариант нормальной приспособительной реакции, выработанной в ходе эволюции человека.
Во второй половине XX века было продемонстрировано[кем?], что фибрилляцию желудочков можно рассматривать как хаотическое поведение вихрей возбуждения миокарда.

Как мы теперь знаем, в основе фибрилляции лежит возникновение ревербераторов и их последующее размножение. Потребовалось около 10 лет, чтобы экспериментально подтвердить процесс размножения ревербераторов в миокарде. Это было сделано (с применением методики многоэлектродного картирования) в конце 1970-х годов в целом ряде лабораторий: М. Е. Джозефсоном с коллегами, М. Дж. Янсоном с коллегами, К. Харуми с коллегами и М. А. Алесси с коллегами.
— В. Кринский и др.
Также было недавно высказано предположение, что патологическую тахикардию следует рассматривать вовсе не как результат сочетания тех или иных отдельных нарушений, а как расстройство некоторой интегральной характеристики сердца, условно названной «автоволновой функцией сердца». С этой позиции все перечисленные выше причины тахикардии следует рассматривать лишь в качестве условий, способствующих расстройству интегральной автоволновой функции сердца.

## Диагностика

### Клиника
Приступ развивается внезапно, сердечная деятельность переходит на другой ритм. Число сердечных сокращений при желудочковой форме обычно лежит в пределах 150—180 импульсов в минуту, при суправентрикулярных формах — 180—240 импульсов. Нередко во время приступа пульсируют сосуды шеи. При аускультации характерен маятникообразный ритм (эмбриокардия), нет разницы между I и II тоном. Длительность приступа от нескольких секунд до нескольких суток. Узловая и предсердная пароксизмальная тахикардия не оказывает существенного влияния на центральную гемодинамику. Однако у больных с сопутствующей ИБС может усугубиться сердечная недостаточность, увеличиться отёки. Суправентрикулярная пароксизмальная тахикардия увеличивает потребность миокарда в кислороде и может спровоцировать приступ острой коронарной недостаточности. Синусовая форма не начинается внезапно и также постепенно заканчивается.

### Электрокардиографические (ЭКГ) признаки
На электрокардиограмме:
1. При суправентрикулярной форме комплексы QRS не изменены.
2. Желудочковая форма даёт изменённый комплекс QRS (аналогичный желудочковой экстрасистолии или блокаде ножки Гисса).
3. При суправентрикулярной форме зубец Р сливается с Т.
4. Зубец Р не определяется в условиях изменённого QRS, только иногда перед деформированным комплексом QRS можно увидеть зубец Р. В отличие от суправентрикулярной формы желудочковая пароксизмальная тахикардия всегда приводит к сердечной недостаточности, даёт картину коллапса и может закончиться смертью больного. Тяжесть желудочковой формы обусловлена тем, что: желудочковая пароксизмальная тахикардия — результат тяжёлых поражений миокарда; она приводит к нарушению синхронного сокращения предсердий и желудочков. Уменьшен сердечный выброс: иногда желудочки и предсердия могут сокращаться одновременно.

## Лечение
Лечение желудочковой тахикардии требует применения антиаритмических препаратов и осуществления мероприятий по лечению основного заболевания и ликвидации факторов, способствующих возникновению аритмии (гликозидная интоксикация, электролитные нарушения, гипоксемия).
Основным антиаритмическим средством, применяемым для лечения, является лидокаин, который вводят внутривенно струйно в дозе 1 мг на 1 кг массы тела больного (в среднем 70—100 мг) в течение нескольких минут. Если эффекта не наступает, то через 10—15 минут повторно вводят препарат в той же дозе. При рецидивирующей тахикардии необходимо проводить внутривенное капельное вливание лидокаина со скоростью 1—2 мг в минуту в течение 24—48 часов.
Если желудочковая тахикардия сопровождается падением артериального давления, следует повысить его до 100—110 мм рт. ст. внутривенным введением норадреналина или других прессорных аминов, что может восстановить синусовый ритм. Отсутствие эффекта является показанием для проведения электроимпульсной терапии.
Новокаинамид, аймалин, b-блокаторы применяют в тех случаях, когда лидокаин не купирует желудочковую тахикардию.
Лечение больных с желудочковой тахикардией, вызванной интоксикацией сердечными гликозидами, помимо отмены последних, осуществляют путём внутривенного капельного введения хлорида калия и лидокаина или же медленным струйным введением обзидана.
Прогноз у больных с желудочковой тахикардией неблагоприятный, так как у большинства из них она является проявлением тяжёлого поражения миокарда. Особенно высока летальность среди больных острым инфарктом миокарда, осложненным сердечной недостаточностью, гипотонией.
Тахикардии также лечат, применяя методы малоинвазивной хирургии — без шрамов, под местной анестезией. Это может быть радиочастотная катетерная аблация, установка искусственного кардиостимулятора и др.